# Rhythm & Drums
Rhythm & Drums je debutové studiové album německého trancového dua producentů a DJů Cosmic Gate. Album vyšlo v Německu 19. února 2001.

## Seznam skladeb
| Pořadí | Název                                  | Featuring        | Délka |
| ------ | -------------------------------------- | ---------------- | ----- |
| 1.     | Open The Gate                          | Natascha Niemann | 2:54  |
| 2.     | Exploration Of Space (Extended Mix)    | Thomas Friebe    | 8:15  |
| 3.     | Fire Wire (Club Mix)                   |                  | 8:13  |
| 4.     | The Drums (Video Mix)                  | Natascha Niemann | 3:36  |
| 5.     | Melt To The Ocean (Midnight Remix)     |                  | 7:57  |
| 6.     | Lost In Music                          |                  | 3:44  |
| 7.     | Somewhere Over The Rainbow (Video Mix) |                  | 3:42  |
| 8.     | The Rhythm                             |                  | 7:53  |
| 9.     | Wicked                                 |                  | 7:13  |
| 10.    | Mental Atmosphere (Video Mix)          | Natascha Niemann | 3:07  |
| 11.    | Running (Out Of Time)                  | Thomas Friebe    | 6:43  |
| 12.    | Fire Wire (DJ Scot Project Remix)      |                  | 9:56  |